# Tipula levicula
Tipula levicula är en tvåvingeart som beskrevs av Alexander 1972. Tipula levicula ingår i släktet Tipula och familjen storharkrankar.
Artens utbredningsområde är Nigeria. Inga underarter finns listade i Catalogue of Life.